# Fanny Midgley
Fanny Midgley (Cincinnati, 26 novembre 1879 – Hollywood, 4 gennaio 1932) è stata un'attrice statunitense la cui carriera a Hollywood, iniziata nel 1911, si svolse quasi esclusivamente all'epoca del muto.

## Filmografia
- The Immortal Alamo, regia di William F. Haddock - cortometraggio (1911)
- A Man Worthwhile
- The Mills of the Gods, regia di Jay Hunt - cortometraggio (1914)
- The Alien, regia di Reginald Barker e Thomas H. Ince (1915)
- The Man from Oregon, regia di Reginald Barker, Walter Edwards (1915)
- The Despoiler, regia di Reginald Barker (1915)
- Civilization, regia di Reginald Barker, Thomas H. Ince, Raymond B. West, Walter Edwards, David Hartford, Jay Hunt, J. Parker Read Jr. (1916)
- The Waifs
- The Apostle of Vengeance, regia di William S. Hart, Clifford Smith (1916)
- Plain Jane, regia di Charles Miller (1916)
- Somewhere in France, regia di Charles Giblyn (1916)
- Jim Grimsby's Boy, regia di Reginald Barker (1916)
- Passato sanguigno (Blood Will Tell), regia di Charles Miller (1917)
- Always Audacious, regia di James Cruze (1920)
- Blue Blazes, regia di Robert Kelly e Charles W. Mack (1922)
- Il giovane Rajah (The Young Rajah, regia di Philip Rosen (1922)
- When Love Comes
- Wasted Lives, regia di Clarence Geldart (1923)
- Stephen Steps Out, regia di Joseph Henabery (1923)
- Rapacità (Greed), regia di Erich von Stroheim (1924)
- The Bridge of Sighs, regia di Phil Rosen (1925)
- Marry Me, regia di James Cruze (1925)
- Three Wise Crooks, regia di F. Harmon Weight (1925)
- Some Pun'kins
- The Feud, regia di Robert P. Kerr - cortometraggio (1926)
- The Fighting Cheat, regia di Richard Thorpe (1926)
- The Dangerous Dub, regia di Richard Thorpe (1926)
- Laddie, regia di James Leo Meehan (1926)
- Hair-Trigger Baxter, regia di Jack Nelson (1926)
- Ace of Action, regia di William Bertram (1926)
- The Harvester, regia di James Leo Meehan (1927)
- The Cowboy Cavalier, regia di Richard Thorpe (1928)
- Flyin' Buckaroo
- Monella bionda (Naughty Baby), regia di Mervyn LeRoy (1928)
- Behind Closed Doors, regia di Roy William Neill (1929)
- The Poor Millionaire
- Una tragedia americana